# Kunstgewerbeschule
Kunstgewerbeschule, literalmente Escola de Artes Industriais, eram escolas de estudos avançados de arte industrial que existiam nos países de língua alemã. 
A primeira escola deste tipo surgiu em Kassel, em 1867, em Berlim e Munique, em 1868,  com outras cidades abrindos escolas logo em seguida. Posteriormente elas foram fundidas com Universidades.